# Александра Вестер
Александра Вестер (Гамбија, 21. март 1994) је немачка атлетичарка, спацијалиста за скок удаљ. Поред тога такмичи се и у спринту и седмобоју.

## Биографија
Александра Вестер је рођена у Гамбији у мешовитом браку од оца Немца и мајке Гамбијке . Била је чланица атлетског клуба Мајнц.. Најпре је студирала на Универзитету у Мајамију; да би у октобру 2015. наставила студије у Келну. Поред атлетске каријере, радила је као модел и појавила, између осталог, на писти на недељи моде у Берлину.

## Спортска каријера
Александра Вестер је 2009. на студентском првенству Немачке победила у седмобоју скупивши 4.095 бодова и поставила нови немачки рекорд. Талент са скок удаљ показала је на јуниорском првенству Немачке са млађе од 18 година. Заузела је друго место иако су све противнице биле за 2 године старије од ње. Брже напредовање спречиле су честе повреде.
Тек 2015. поравља свој лични рекорд у скоку удаљ на 6,59 метара.
Сезону 2016. почела је у Лајпцигу на немачком првенсту у дворани, освајањем првог места и личним рекордом од 6,95 м у дворани, што је препоручило за учешће у репрезентацији. У репрезентацији је дебитовала на Светском првенству у дворани у Портланду, где је завршила на 6. месту скоком од 6,67 метара. Са репрезентацијом је поново на Европском првенству у Амстердаму, где је била 7. са 6,51 м.

## Значајнији резултати
| Год                  | Такмичење                   | Место                | Дисциплина           | Пласман              | Резултат             | Бел. |
| Представљала Немачку | Представљала Немачку        | Представљала Немачку | Представљала Немачку | Представљала Немачку | Представљала Немачку |      |
| -------------------- | --------------------------- | -------------------- | -------------------- | -------------------- | -------------------- | ---- |
| 2016.                | Светско првенство у дворани | Портланд САД         | скок удаљ            | 6.                   | 6,67 м               |      |
| 2016.                | Европско првенство          | Амстердам Холандија  | скок удаљ            | 7.                   | 6,51 м               |      |

## Лични рекорди
На отвореном
- 200 м — 24,79 (1,9) – Мајнц, 24. мај 2014.
- 800 м — 2:19,86 — Мајнц, 25. мај 2014.
- 100 м препоне — 14,41 (0,8) — Мајнц, 24. мај 2014.
- Скок увис — 1,58 — Мајнц, 24. мај 2014.
- Скок удаљ — 6,79 	(0,5) — Обертојринген 5. јун 2016
- Бацање кугле — 12,07 — Мајнц, 24. мај 2014.
- Бацање копља — 38,23 — Мајнц, 25. мај 2014.
- Седмобој — 5.523 — Мајнц, 25. мај 2014.

У дворани:
- Скок удаљ — 6,95 — Берлин 13. фебруар 2016